# Jane Emmet de Glehn
Pour les articles homonymes, voir Glehn.
Jane Emmet de Glehn (née Jane Erin Emmet en 1873 à Nouvelle-Rochelle et morte en 1961 à New York) est une artiste peintre américaine. Elle épousa, en 1904, le peintre impressionniste britannique, Wilfrid de Glehn.
Le peintre américain John Singer Sargent était un de leurs amis et fréquent compagnon de leurs voyages. Il les représente à Frascati dans le jardin de la Villa Torlonia, au palais Mon Repos de Corfou en 1909…

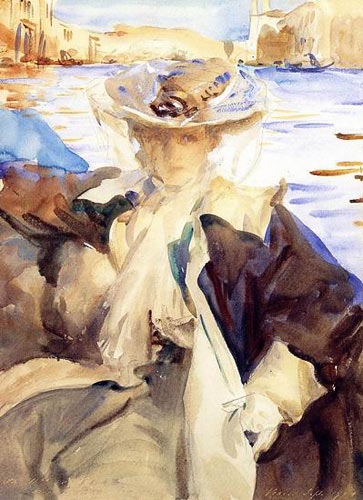
Jane Erin Emmet de Glehn en 1904 à Venise, John Singer Sargent
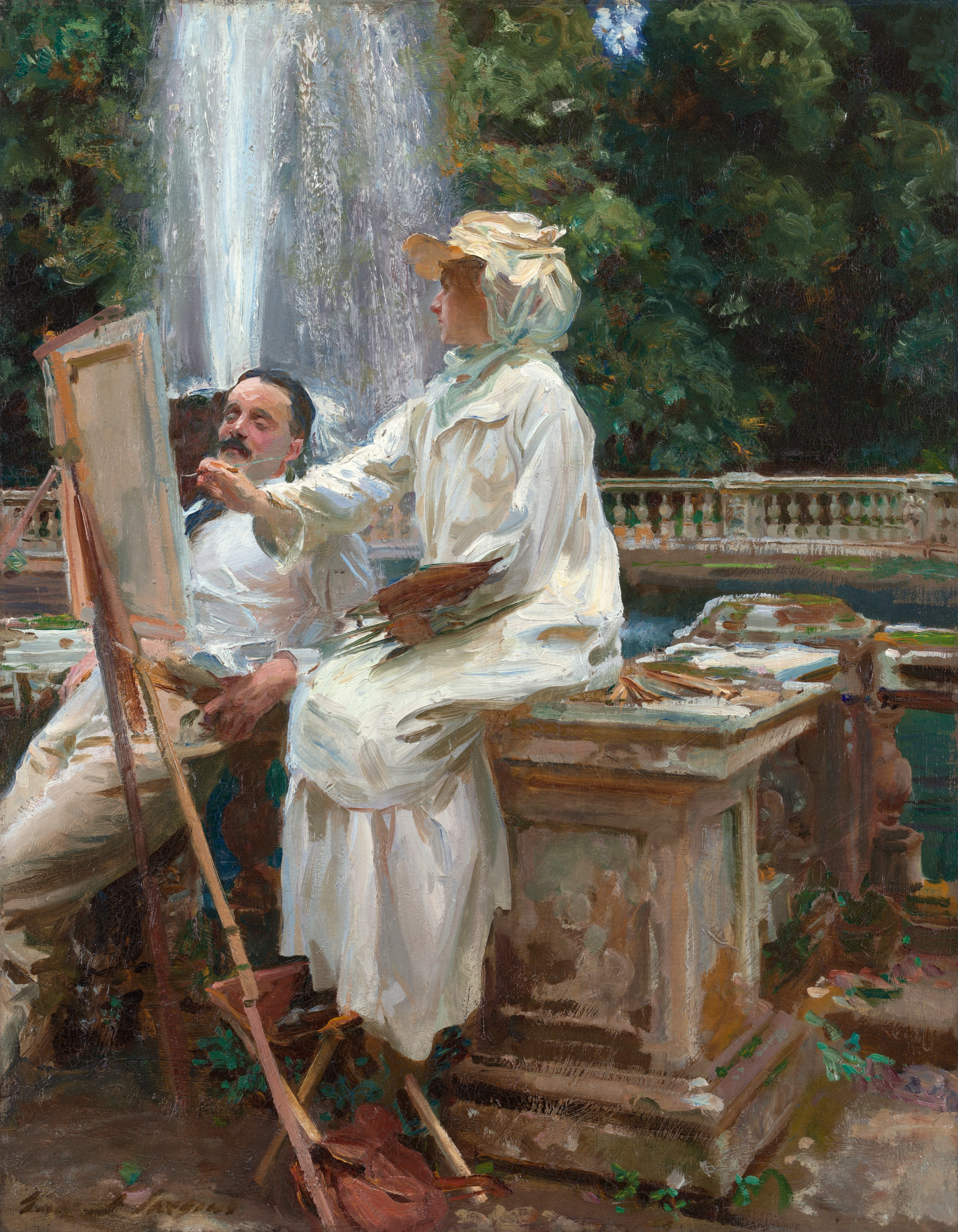
La Fontaine, Villa Torlonia (Frascati), 1907, John Singer Sargent
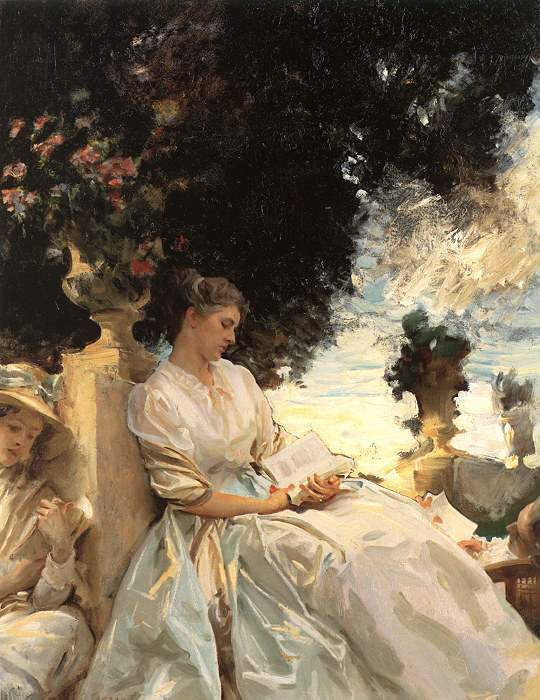
À Mon Repos, Corfu, 1909, J.S. Sargent